# Yasumi Toshio

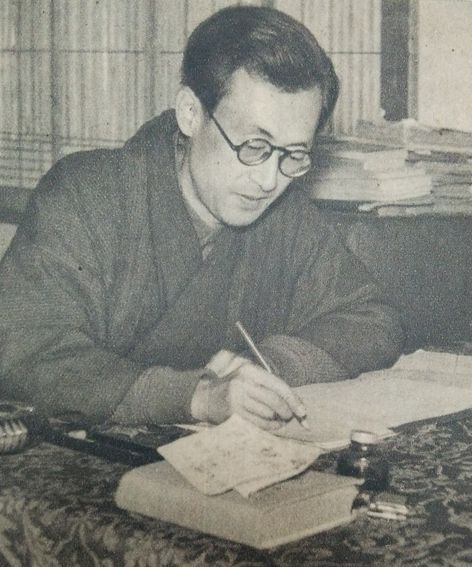
Yasumi Toshio

Yasumi Toshio (japanisch 八住 利雄; geboren 6. April 1903 in Osaka; gestorben 22. Mai 1991) war ein japanischer Drehbuchautor.

## Leben und Wirken
Yasumi Toshio machte 1936 seinen Studienabschluss an der Waseda-Universität. Er trat dann in das Filmunternehmen PCL (später Tōhō ein und schrieb Drehbücher für Unterhaltungsfilme und Melodramen. Während des Zweiten Weltkriegs verfasste er Drehbücher, die die Moral der Japaner stärken sollten. So zeigt beispielsweise der 1943 fertiggestellte Film „Kessen no ōzora he“ (決戦の大空へ) – etwa „In den Himmel zur entscheidenden Schlacht“ die Ausbildung der jungen Piloten und die Auseinandersetzungen mit deren Familien. Der Film war allerdings nicht ganz so stark, wie „Hawai, Marē oki kaisen“  ハワイ・マレー沖海戦) – „Kämpfe vor der Küste von Hawaii und Malay“, der unter der Regie von Yamamoto Kajirō 1942 mit anderen Drehbuchschreibern produziert worden war.
Nach dem Zweiten Weltkrieg arbeitete Yasumi freiberuflich und verfasste Drehbücher für Filme wie „Minshu no teki“ (民衆の敵) – „Feinde des Volkes“ 1946, ein Film, der die unerlaubten Praktiken der japanischen Großunternehmen kritisch darstellt. „Sensō to heiwa“ (戦争と平和) – „Krieg und Frieden“ 1947 ist ein ausdrücklicher Antikriegsfilm und „Senkan Yamato“ (戦艦大和) – „Schlachtschiff Yamato“ 1953 unter der Regie von Abe Yutaka (阿部 豊; 1895–1977) ebenfalls. Ein weiteres Drehbuch wurde unter der Regie von Gosho Heinosuke zum Film „Banka“ (晩歌) – „Elegie“.
Ab den 1950er Jahren verfasste Yasumi hauptsächlich Drehbücher nach literarischen Werken wie
- „Sasameyuki“ (細雪) – „Leichter Schneefall“ – deutsch „Die Schwestern Makioka“, nach dem Werk von Tanizaki Jun’ichirō,
- „Meoto Zenzai“ (夫婦善哉) – „Ein Ehepaar, gut gemacht“, nach dem Werk von Oda Sakunosuke,
- „Yukiguni“ (雪国) – „Schneeland“[A 1], nach dem Werk von Kawabata Yasunari,
- „An’ya Kōro“ (暗夜行路) – „Pfad in der dunklen Nacht“, nach dem Werk von Shiga Naoya.

Yasumi verfasste unter anderem die Anleitung zum Drehbuchschreiben unter dem Titel „Shinario kyōshitsu“ (シナリオ教室) – etwa „Szenario Seminar“.